# Tapinocyba korgei
Tapinocyba korgei är en spindelart som beskrevs av Jörg Wunderlich 1995. Tapinocyba korgei ingår i släktet Tapinocyba och familjen täckvävarspindlar.
Artens utbredningsområde är Turkiet. Inga underarter finns listade i Catalogue of Life.